# Puchar Europy w biathlonie 2006/2007
Puchar Europy w biathlonie 2006/2007 – dziewiętnasta, a zarazem przedostatnia edycja tego cyklu zawodów. Puchar Europy rozpoczął się od zawodów w austriackim Obertilliach 9 grudnia 2006 r., zaś zakończył 17 marca 2007 we włoskiej miejscowości Ridnaun-Val Ridanna. Zwycięzcami klasyfikacji generalnej okazali się Niemiec Norbert Schiller oraz Niemka Ute Niziak.

## Mężczyźni

### Wyniki
| 1. Puchar Europy w Obertilliach, 9.12.2006 – 10.12.2006 | 1. Puchar Europy w Obertilliach, 9.12.2006 – 10.12.2006 | 1. Puchar Europy w Obertilliach, 9.12.2006 – 10.12.2006 | 1. Puchar Europy w Obertilliach, 9.12.2006 – 10.12.2006 | 1. Puchar Europy w Obertilliach, 9.12.2006 – 10.12.2006 |
| Data                                                    | Konkurencja                                             | miejsce                                                 | miejsce                                                 | miejsce                                                 |
| ------------------------------------------------------- | ------------------------------------------------------- | ------------------------------------------------------- | ------------------------------------------------------- | ------------------------------------------------------- |
| 9 grudnia 2006                                          | Sprint (10 km)                                          | Hans Martin Gjedrem                                     | Carsten Pump                                            | Aleksiej Czurine                                        |
| 10 grudnia 2006                                         | Bieg pościgowy (12,5 km)                                | Hans Martin Gjedrem                                     | Siergiej Ustiugow                                       | Magne Thorleiv Ronning                                  |

| 2. Puchar Europy w Obertilliach, 15.12.2006 – 16.12.2006 | 2. Puchar Europy w Obertilliach, 15.12.2006 – 16.12.2006 | 2. Puchar Europy w Obertilliach, 15.12.2006 – 16.12.2006 | 2. Puchar Europy w Obertilliach, 15.12.2006 – 16.12.2006 | 2. Puchar Europy w Obertilliach, 15.12.2006 – 16.12.2006 |
| Data                                                     | Konkurencja                                              | miejsce                                                  | miejsce                                                  | miejsce                                                  |
| -------------------------------------------------------- | -------------------------------------------------------- | -------------------------------------------------------- | -------------------------------------------------------- | -------------------------------------------------------- |
| 15 grudnia 2007                                          | Sprint (10 km)                                           | Daniel Graf                                              | Egil Gjelland                                            | Andriej Prokunin                                         |
| 16 grudnia 2007                                          | Sprint (10 km)                                           | Filipp Szulman                                           | Alexandre Aubert                                         | Aleksiej Czurine                                         |

| 3. Puchar Europy w Torino – Cesana San Sicario, 12.01.2007 – 14.01.2007 | 3. Puchar Europy w Torino – Cesana San Sicario, 12.01.2007 – 14.01.2007 | 3. Puchar Europy w Torino – Cesana San Sicario, 12.01.2007 – 14.01.2007 | 3. Puchar Europy w Torino – Cesana San Sicario, 12.01.2007 – 14.01.2007 | 3. Puchar Europy w Torino – Cesana San Sicario, 12.01.2007 – 14.01.2007 |
| Data                                                                    | Konkurencja                                                             | miejsce                                                                 | miejsce                                                                 | miejsce                                                                 |
| ----------------------------------------------------------------------- | ----------------------------------------------------------------------- | ----------------------------------------------------------------------- | ----------------------------------------------------------------------- | ----------------------------------------------------------------------- |
| 12 stycznia 2007                                                        | Bieg indywidualny (20 km)                                               | Jörn Wollschläger                                                       | Aleksiej Czurine                                                        | Alexander Os                                                            |
| 7 grudnia 2007                                                          | Sprint (10 km)                                                          | Jörn Wollschläger                                                       | Andriej Prokunin                                                        | Jon Kristian Svaland                                                    |

| 4. Puchar Europy w Forni Avoltri, 19.01.2007 – 21.01.2007 | 4. Puchar Europy w Forni Avoltri, 19.01.2007 – 21.01.2007 | 4. Puchar Europy w Forni Avoltri, 19.01.2007 – 21.01.2007                   | 4. Puchar Europy w Forni Avoltri, 19.01.2007 – 21.01.2007               | 4. Puchar Europy w Forni Avoltri, 19.01.2007 – 21.01.2007                   |
| Data                                                      | Konkurencja                                               | miejsce                                                                     | miejsce                                                                 | miejsce                                                                     |
| --------------------------------------------------------- | --------------------------------------------------------- | --------------------------------------------------------------------------- | ----------------------------------------------------------------------- | --------------------------------------------------------------------------- |
| 19 stycznia 2007                                          | Sprint (10 km)                                            | Andriej Prokunin                                                            | Michaił Koczkin                                                         | Jörn Wollschläger                                                           |
| 20 stycznia 2007                                          | Bieg pościgowy (12,5 km)                                  | Michaił Koczkin                                                             | Anstein Mykland                                                         | Paolo Longo                                                                 |
| 21 stycznia 2007                                          | Sztafeta (4 × 7,5 km)                                     | Norwegia John Ola Ulset · Egil Gjelland · Haakon Andersen · Anstein Mykland | Francja Lionel Grebot · Alexandre Aubert · Vincent Jay · Vincent Porret | Niemcy Norbert Schiller · Carsten Pump · Christoph Knie · Jörn Wollschläger |

| 5. Puchar Europy w Jablonec nad Nysą, 9.02.2007 – 11.02.2007 | 5. Puchar Europy w Jablonec nad Nysą, 9.02.2007 – 11.02.2007 | 5. Puchar Europy w Jablonec nad Nysą, 9.02.2007 – 11.02.2007 | 5. Puchar Europy w Jablonec nad Nysą, 9.02.2007 – 11.02.2007 | 5. Puchar Europy w Jablonec nad Nysą, 9.02.2007 – 11.02.2007 |
| Data                                                         | Konkurencja                                                  | miejsce                                                      | miejsce                                                      | miejsce                                                      |
| ------------------------------------------------------------ | ------------------------------------------------------------ | ------------------------------------------------------------ | ------------------------------------------------------------ | ------------------------------------------------------------ |
| 10 lutego 2007                                               | Bieg indywidualny (20 km)                                    | odwołany                                                     | odwołany                                                     | odwołany                                                     |
| 11 lutego 2007                                               | Sprint (10 km)                                               | odwołany                                                     | odwołany                                                     | odwołany                                                     |

| 6. Puchar Europy w Nové Město na Moravě, 13.02.2007 – 15.02.2007 | 6. Puchar Europy w Nové Město na Moravě, 13.02.2007 – 15.02.2007 | 6. Puchar Europy w Nové Město na Moravě, 13.02.2007 – 15.02.2007 | 6. Puchar Europy w Nové Město na Moravě, 13.02.2007 – 15.02.2007 | 6. Puchar Europy w Nové Město na Moravě, 13.02.2007 – 15.02.2007 |
| Data                                                             | Konkurencja                                                      | miejsce                                                          | miejsce                                                          | miejsce                                                          |
| ---------------------------------------------------------------- | ---------------------------------------------------------------- | ---------------------------------------------------------------- | ---------------------------------------------------------------- | ---------------------------------------------------------------- |
| 13 lutego 2007                                                   | Sprint (10 km)                                                   | Carsten Pump                                                     | Vincent Jay                                                      | Lois Habert                                                      |
| 14 lutego 2007                                                   | Sprint (10 km)                                                   | Wjaczesław Derkacz                                               | Lois Habert                                                      | Roman Dostál                                                     |
| 15 lutego 2007                                                   | Bieg pościgowy (12,5 km)                                         | Wjaczesław Derkacz                                               | Lois Habert                                                      | Alexandre Aubert                                                 |

| 7. Puchar Europy w Haute Maurienne, 9.03.2007 – 11.03.2007 | 7. Puchar Europy w Haute Maurienne, 9.03.2007 – 11.03.2007 | 7. Puchar Europy w Haute Maurienne, 9.03.2007 – 11.03.2007 | 7. Puchar Europy w Haute Maurienne, 9.03.2007 – 11.03.2007 | 7. Puchar Europy w Haute Maurienne, 9.03.2007 – 11.03.2007 |
| Data                                                       | Konkurencja                                                | miejsce                                                    | miejsce                                                    | miejsce                                                    |
| ---------------------------------------------------------- | ---------------------------------------------------------- | ---------------------------------------------------------- | ---------------------------------------------------------- | ---------------------------------------------------------- |
| 10 marca 2007                                              | Sprint (10 km)                                             | Thomas Frei                                                | Claudio Böckli                                             | Lionel Grebot                                              |
| 11 marca 2007                                              | Bieg pościgowy (12,5 km)                                   | Roland Zwahlen                                             | Armin Kasslatter                                           | Toni Lang                                                  |

| 8. Puchar Europy w Ridnaun-Val Ridanna, 9.02.2007 – 11.02.2007 | 8. Puchar Europy w Ridnaun-Val Ridanna, 9.02.2007 – 11.02.2007 | 8. Puchar Europy w Ridnaun-Val Ridanna, 9.02.2007 – 11.02.2007 | 8. Puchar Europy w Ridnaun-Val Ridanna, 9.02.2007 – 11.02.2007 | 8. Puchar Europy w Ridnaun-Val Ridanna, 9.02.2007 – 11.02.2007 |
| Data                                                           | Konkurencja                                                    | miejsce                                                        | miejsce                                                        | miejsce                                                        |
| -------------------------------------------------------------- | -------------------------------------------------------------- | -------------------------------------------------------------- | -------------------------------------------------------------- | -------------------------------------------------------------- |
| 10 lutego 2007                                                 | Sprint (10 km)                                                 | Norbert Schiller                                               | Toni Lang                                                      | Alexandre Aubert                                               |
| 17 marca 2007                                                  | Bieg pościgowy (12,5 km)                                       | Norbert Schiller                                               | Alexandre Aubert                                               | Lionel Grebot                                                  |

### Klasyfikacje
| Miejsce | Imię              | Punkty |
| ------- | ----------------- | ------ |
| 1       | Norbert Schiller  | 424    |
| 2       | Jörn Wollschläger | 394    |
| 3.      | Alexandre Aubert  | 350    |
| 4.      | Carsten Pump      | 342    |
| 5       | Egil Gjelland     | 317    |
| 6       | Michaił Koczkin   | 284    |
| 7       | Aleksiej Czurin   | 263    |
| 8       | Vincent Jay       | 262    |
| 9       | Toni Lang         | 257    |
| 10      | Christoph Knie    | 249    |

| Miejsce | Imię                | Punkty |
| ------- | ------------------- | ------ |
| 11      | Vincent Porret      | 231    |
| 12      | Lionel Grebot       | 227    |
| 13      | Hans Martin Gjedrem | 210    |
| 14      | Andriej Prokunin    | 202    |
| 15      | Maksim Maksimow     | 200    |
| 16      | Daniel Graf         | 196    |
| 17      | Tanguy Roche        | 194    |
| 18      | Sergio Bonaldi      | 178    |
| 19      | Tobias Eberhard     | 159    |
| 20      | Frédéric Jean       | 155    |

| Miejsce | Imię                   | Punkty |
| ------- | ---------------------- | ------ |
| 1       | Egil Gjelland          | 87     |
| 2       | Alexander Os           | 80     |
| 3.      | Michaił Koczkin        | 74     |
| 4.      | Aleksiej Czurine       | 55     |
| 5       | Siergiej Bałandin      | 52     |
| 6       | Jörn Wollschläger      | 50     |
| 7       | Hans Martin Gjedrem    | 46     |
| 8       | Aleksiej Korobiejnikow | 43     |
| 9       | Tomasz Sikora          | 40     |
| 10      | Alexandre Aubert       | 34     |

| Miejsce | Imię              | Punkty |
| ------- | ----------------- | ------ |
| 1       | Carsten Pump      | 246    |
| 2       | Jörn Wollschläger | 242    |
| 3.      | Norbert Schiller  | 218    |
| 4.      | Christoph Knie    | 180    |
| 5       | Alexandre Aubert  | 175    |
| 6       | Vincent Jay       | 174    |
| 7       | Toni Lang         | 162    |
| 8       | Andriej Prokunin  | 161    |
| 9       | Aleksiej Czurine  | 160    |
| 10      | Michaił Koczkin   | 147    |

| Miejsce | Imię              | Punkty |
| ------- | ----------------- | ------ |
| 1       | Norbert Schiller  | 178    |
| 2       | Alexandre Aubert  | 141    |
| 3.      | Lionel Grebot     | 102    |
| 4.      | Jörn Wollschläger | 102    |
| 5       | Carsten Pump      | 96     |
| 6       | Toni Long         | 95     |
| 7       | Vincent Porret    | 95     |
| 8       | Roland Zwahlen    | 90     |
| 9       | Egil Gjelland     | 88     |
| 10      | Tanguy Roche      | 85     |

## Kobiety

### Wyniki
| 1. Puchar Europy w Obertilliach, 8.12.2006 – 10.12.2006 | 1. Puchar Europy w Obertilliach, 8.12.2006 – 10.12.2006 | 1. Puchar Europy w Obertilliach, 8.12.2006 – 10.12.2006 | 1. Puchar Europy w Obertilliach, 8.12.2006 – 10.12.2006 | 1. Puchar Europy w Obertilliach, 8.12.2006 – 10.12.2006 |
| Data                                                    | Konkurencja                                             | miejsce                                                 | miejsce                                                 | miejsce                                                 |
| ------------------------------------------------------- | ------------------------------------------------------- | ------------------------------------------------------- | ------------------------------------------------------- | ------------------------------------------------------- |
| 9 grudnia 2006                                          | Sprint (7,5 km)                                         | Jenny Adler                                             | Ute Niziak                                              | Jelena Chrustalowa                                      |
| 10 grudnia 2006                                         | Bieg pościgowy (10 km)                                  | Jenny Adler                                             | Ute Niziak                                              | Anne Ingstadbjørg                                       |

| 2. Puchar Europy w Obertilliach, 14.12.2006 – 16.12.2006 | 2. Puchar Europy w Obertilliach, 14.12.2006 – 16.12.2006 | 2. Puchar Europy w Obertilliach, 14.12.2006 – 16.12.2006 | 2. Puchar Europy w Obertilliach, 14.12.2006 – 16.12.2006 | 2. Puchar Europy w Obertilliach, 14.12.2006 – 16.12.2006 |
| Data                                                     | Konkurencja                                              | miejsce                                                  | miejsce                                                  | miejsce                                                  |
| -------------------------------------------------------- | -------------------------------------------------------- | -------------------------------------------------------- | -------------------------------------------------------- | -------------------------------------------------------- |
| 15 grudnia 2006                                          | Sprint (7,5 km)                                          | Sabrina Buchholz                                         | Ute Niziak                                               | Ołena Zubryłowa                                          |
| 16 grudnia 2006                                          | Sprint (7,5 km)                                          | Sabrina Buchholz                                         | Anne Preußler                                            | Maria Kosinowa                                           |

| 3. Puchar Europy w Torino – Cesana San Sicario, 12.01.2007 – 14.01.2007 | 3. Puchar Europy w Torino – Cesana San Sicario, 12.01.2007 – 14.01.2007 | 3. Puchar Europy w Torino – Cesana San Sicario, 12.01.2007 – 14.01.2007 | 3. Puchar Europy w Torino – Cesana San Sicario, 12.01.2007 – 14.01.2007 | 3. Puchar Europy w Torino – Cesana San Sicario, 12.01.2007 – 14.01.2007 |
| Data                                                                    | Konkurencja                                                             | miejsce                                                                 | miejsce                                                                 | miejsce                                                                 |
| ----------------------------------------------------------------------- | ----------------------------------------------------------------------- | ----------------------------------------------------------------------- | ----------------------------------------------------------------------- | ----------------------------------------------------------------------- |
| 12 stycznia 2007                                                        | Bieg indywidualny (15 km)                                               | Ute Niziak                                                              | Lubow Pietrowa                                                          | Anne Ingstadbjørg                                                       |
| 13 stycznia 2007                                                        | Sprint (7,5 km)                                                         | Ute Niziak                                                              | Jenny Adler                                                             | Anne Ingstadbjørg                                                       |

| 4. Puchar Europy w Forni Avoltri, 19.01.2007 – 21.01.2007 | 4. Puchar Europy w Forni Avoltri, 19.01.2007 – 21.01.2007 | 4. Puchar Europy w Forni Avoltri, 19.01.2007 – 21.01.2007      | 4. Puchar Europy w Forni Avoltri, 19.01.2007 – 21.01.2007 | 4. Puchar Europy w Forni Avoltri, 19.01.2007 – 21.01.2007 |
| Data                                                      | Konkurencja                                               | miejsce                                                        | miejsce                                                   | miejsce                                                   |
| --------------------------------------------------------- | --------------------------------------------------------- | -------------------------------------------------------------- | --------------------------------------------------------- | --------------------------------------------------------- |
| 19 stycznia 2007                                          | Sprint (7,5 km)                                           | Stephanie Müller                                               | Solveig Rogstad                                           | Maria Kosinowa                                            |
| 20 stycznia 2007                                          | Bieg pościgowy (10 km)                                    | Anne Preußler                                                  | Ute Niziak                                                | Jenny Adler                                               |
| 21 stycznia 2007                                          | Sztafeta (3 × 6 km)                                       | Norwegia Berit Nordstad · Kari Henneseid Eie · Solveig Rogstad | Niemcy Jenny Adler · Anne Preußler · Ute Niziak           | Włochy Katja Haller · Roberta Fiandino · Karin Oberhofer  |

| 5. Puchar Europy w Jablonec nad Nysą, 9.02.2007 – 11.02.2007 | 5. Puchar Europy w Jablonec nad Nysą, 9.02.2007 – 11.02.2007 | 5. Puchar Europy w Jablonec nad Nysą, 9.02.2007 – 11.02.2007 | 5. Puchar Europy w Jablonec nad Nysą, 9.02.2007 – 11.02.2007 | 5. Puchar Europy w Jablonec nad Nysą, 9.02.2007 – 11.02.2007 |
| Data                                                         | Konkurencja                                                  | miejsce                                                      | miejsce                                                      | miejsce                                                      |
| ------------------------------------------------------------ | ------------------------------------------------------------ | ------------------------------------------------------------ | ------------------------------------------------------------ | ------------------------------------------------------------ |
| 10 lutego 2007                                               | Bieg indywidualny (15 km)                                    | odwołany                                                     | odwołany                                                     | odwołany                                                     |
| 11 lutego 2007                                               | Sprint (7,5 km)                                              | odwołany                                                     | odwołany                                                     | odwołany                                                     |

| 6. Puchar Europy w Nové Město na Moravě, 12.02.2007 – 14.02.2007 | 6. Puchar Europy w Nové Město na Moravě, 12.02.2007 – 14.02.2007 | 6. Puchar Europy w Nové Město na Moravě, 12.02.2007 – 14.02.2007 | 6. Puchar Europy w Nové Město na Moravě, 12.02.2007 – 14.02.2007 | 6. Puchar Europy w Nové Město na Moravě, 12.02.2007 – 14.02.2007 |
| Data                                                             | Konkurencja                                                      | miejsce                                                          | miejsce                                                          | miejsce                                                          |
| ---------------------------------------------------------------- | ---------------------------------------------------------------- | ---------------------------------------------------------------- | ---------------------------------------------------------------- | ---------------------------------------------------------------- |
| 13 lutego 2007                                                   | Sprint (7,5 km)                                                  | Ute Niziak                                                       | Julie Carraz-Collin                                              | Sabrina Buchholz                                                 |
| 14 lutego 2007                                                   | Sprint (7,5 km)                                                  | Ute Niziak                                                       | Sabrina Buchholz                                                 | Kaisa Varis                                                      |
| 15 lutego 2007                                                   | Bieg pościgowy (10 km)                                           | Kaisa Varis                                                      | Julie Carraz-Collin                                              | Tetiana Rud                                                      |

| 7. Puchar Europy w Haute Maurienne, 9.03.2007 – 11.03.2007 | 7. Puchar Europy w Haute Maurienne, 9.03.2007 – 11.03.2007 | 7. Puchar Europy w Haute Maurienne, 9.03.2007 – 11.03.2007 | 7. Puchar Europy w Haute Maurienne, 9.03.2007 – 11.03.2007 | 7. Puchar Europy w Haute Maurienne, 9.03.2007 – 11.03.2007 |
| Data                                                       | Konkurencja                                                | miejsce                                                    | miejsce                                                    | miejsce                                                    |
| ---------------------------------------------------------- | ---------------------------------------------------------- | ---------------------------------------------------------- | ---------------------------------------------------------- | ---------------------------------------------------------- |
| 10 marca 2007                                              | Sprint (7,5 km)                                            | Sabrina Buchholz                                           | Christelle Gros                                            | Carolin Hennecke                                           |
| 11 marca 2007                                              | Bieg pościgowy (10 km)                                     | Christelle Gros                                            | Sabrina Buchholz                                           | Carolin Hennecke                                           |

| 8. Puchar Europy w Ridnaun-Val Ridanna, 15.03.2007 – 17.03.2007 | 8. Puchar Europy w Ridnaun-Val Ridanna, 15.03.2007 – 17.03.2007 | 8. Puchar Europy w Ridnaun-Val Ridanna, 15.03.2007 – 17.03.2007 | 8. Puchar Europy w Ridnaun-Val Ridanna, 15.03.2007 – 17.03.2007 | 8. Puchar Europy w Ridnaun-Val Ridanna, 15.03.2007 – 17.03.2007 |
| Data                                                            | Konkurencja                                                     | miejsce                                                         | miejsce                                                         | miejsce                                                         |
| --------------------------------------------------------------- | --------------------------------------------------------------- | --------------------------------------------------------------- | --------------------------------------------------------------- | --------------------------------------------------------------- |
| 16 marca 2007                                                   | Sprint (7,5 km)                                                 | Sabrina Buchholz                                                | Carolin Hennecke                                                | Juliane Döll                                                    |
| 17 marca 2007                                                   | Bieg pościgowy (10 km)                                          | Sabrina Buchholz                                                | Roberta Fiandino                                                | Juliane Döll                                                    |

### Klasyfikacje
| Miejsce | Imię                | Punkty |
| ------- | ------------------- | ------ |
| 1       | Ute Niziak          | 587    |
| 2       | Sabrina Buchholz    | 461    |
| 3.      | Jenny Adler         | 450    |
| 4.      | Stephanie Müller    | 402    |
| 5       | Anne Preußler       | 308    |
| 6       | Julie Carraz-Collin | 267    |
| 7       | Anna Sorokina       | 260    |
| 8       | Carolin Hennecke    | 250    |
| 9       | Solveig Rogstad     | 233    |
| 10      | Tina Bachmann       | 222    |

| Miejsce | Imię                 | Punkty |
| ------- | -------------------- | ------ |
| 11      | Caroline Kilchenmann | 215    |
| 12      | Tetiana Rud          | 214    |
| 13      | Selina Gasparin      | 205    |
| 14      | Maria Kosinowa       | 195    |
| 15      | Karin Oberhofer      | 176    |
| 16      | Anne Ingstadbjørg    | 174    |
| 17      | Nicole Pfluger       | 161    |
| 18      | Kari Henneseid Eie   | 145    |
| 19      | Wolha Kudraszowa     | 123    |
| 20      | Wita Semerenko       | 121    |

| Miejsce | Imię               | Punkty |
| ------- | ------------------ | ------ |
| 1       | Ute Niziak         | 87     |
| 2       | Solveig Rogstad    | 53     |
| 3.      | Oksana Jakowlewa   | 50     |
| 4.      | Jenny Adler        | 48     |
| 5       | Ludmiła Anańka     | 46     |
| 5       | Lubow Pietrowa     | 46     |
| 7       | Anne Ingstadbjørg  | 43     |
| 7       | Magdalena Gwizdoń  | 43     |
| 9       | Anna Sorokina      | 40     |
| 10      | Selina Gasparin    | 34     |
| 10      | Nadzieja Skardzina | 34     |

| Miejsce | Imię                | Punkty |
| ------- | ------------------- | ------ |
| 1       | Ute Niziak          | 362    |
| 2       | Sabrina Buchholz    | 319    |
| 3.      | Jenny Adler         | 272    |
| 4.      | Stephanie Müller    | 249    |
| 5       | Julie Carraz-Collin | 180    |
| 6       | Anne Preußler       | 158    |
| 7       | Tetiana Rud         | 151    |
| 8       | Anna Sorokina       | 150    |
| 9       | Carolin Hennecke    | 141    |
| 10      | Maria Kosinowa      | 131    |

| Miejsce | Imię                 | Punkty |
| ------- | -------------------- | ------ |
| 1       | Anne Preußler        | 149    |
| 2       | Stephanie Müller     | 134    |
| 3.      | Ute Niziak           | 124    |
| 4.      | Jenny Adler          | 120    |
| 5       | Sabrina Buchholz     | 113    |
| 6       | Carolin Hennecke     | 107    |
| 7       | Tina Bachmann        | 99     |
| 8       | Caroline Kilchenmann | 96     |
| 9       | Solveig Rogstad      | 82     |
| 10      | Anna Sorokina        | 78     |